# 札幌市交通局550形電車
札幌市交通局550形電車（さっぽろしこうつうきょく550がたでんしゃ）は、札幌市交通局が1952年に導入した札幌市電の路面電車車両である。

## 概要
1952年（昭和27年）に登場した。551～560号の10両。
600形に続く大型車で、初めて前中扉で新造された。正面窓は当時流行していた湘南形亜流の2枚窓であるが、後述の開閉機構のため、後の560形・570形のような傾斜はなく、垂直である。
登場当初の塗色は、窓周りが淡緑、ほかは濃緑であったが、後に330形と同様の塗色に変更された。集電装置は当初からビューゲルであった。
1967年（昭和42年）から1968年（昭和43年）にかけて555～560号が700形・710形に主要機器を譲って廃車となり、551～554号も1971年（昭和46年）12月に廃車となった。

## 改造

### 正面窓
製造当初は落とし窓であったが、上部ヒンジで窓下部が外側に開く構造に改造された。

### 方向幕
製造当初は正面右側の運転台上部に小型のものが設置されていたが、1960年（昭和35年）に中央に大型のものを設置する改造を行った。

## 保存車
551号が札幌市交通資料館に保存されたが、1983年の展示品整備時に解体処分され、現存しない。

## 主要諸元
- 全長：10,800mm
- 全幅：2,230mm
- 全高：3,815mm
- 自重：14.0t
- 定員：80人
- 出力・駆動方式：37.3kW×2・吊り掛け式
- 台車型式：住友金属KS-40